# ジャン・マーク
ジャン・マーク（Jan Mark、1943年6月22日 – 2006年1月16日）は、イギリス人児童文学作家である。
1943年、イギリス生まれ。1976年、1983年にカーネギー賞を受賞した。

## 受賞歴
- カーネギー賞　
  - 1976年　（Thunder and Lightnings（『ライトニングが消える日』）に対して）　
  - 1983年　（Handles（『夏・みじかくて長い旅』）に対して）

## 主な著書
- en:Thunder and Lightnings（『ライトニングが消える日』） (1976)
- Under the Autumn Garden (1977)
- The Ennead (1978)
- Divide and Rule (1980)
- en:Hairs in the palm of the hand（『てのひらに毛がはえるとき』） (1981)
- Nothing To Be Afraid Of（『こわいものなんて何もない』） (1981)
- The Dead Letter Box (1982)
- Aquarius (1982)
- Feet and Other Stories (1983)
- Handles（『夏・みじかくて長い旅』） (1985)
- Fur (1986)
- Trouble Half-way (1986)
- Fun (1988)
- Zeno Was Here (1988)
- en:Enough Is Too Much Already (1988)
- Fun With Mrs Thumb (1993)
- They Do Things Differently There (1994)
- The Tale of Tobias (1996)
- My Frog and I (1997)
- The Midas Touch (1999)
- Mr Dickens Hits Town (1999)
- The Eclipse of the Century (1999)
- Useful Idiots (2004)
- Riding Tycho (2005)
- Turbulence (2005)
- Voyager (2006)
- King John and the Abbot (2006)

## 日本語訳された作品
- 『ひみつのポスト』文研ブックランド、百々佑利子訳、文研出版、1988年
- 『大型トラックにのって』ジュニア・ライブラリー、デイビッド・パーキンス絵、岡本浜江訳、大日本図書、1989年
- 『ヒッピー・ハッピー・ハット』Best choice crew、久慈美貴訳、ベネッセコーポレーション、1992年
- 『夏・みじかくて長い旅』新・文学の扉、百々佑利子訳、岩淵慶造絵、金の星社、1993年
- 『おしゃべりなニンジン』トニ・ロス絵、田中薫子訳、徳間書店、1997年
- 『こわいものなんて何もない』三辺律子訳、パロル舎、1997年
- 『バスにのらないひとたち』三辺律子訳、パロル舎、1998年
- 『あそぼうよったらおやゆびさん』ニコラ・ベイリー絵、BL出版、1999年
- 『てのひらに毛がはえるとき』三辺律子訳、パロル舎、2000年
- 『ライトニングが消える日』三辺律子訳、パロル舎、2002年